# Qezel Sūrī
Qezel Sūrī (persiska: قِزِل سوری, قزل سوری) är en ort i Iran.   Den ligger i provinsen Västazarbaijan, i den nordvästra delen av landet, 700 km nordväst om huvudstaden Teheran. Qezel Sūrī ligger 2 406 meter över havet och antalet invånare är 263.
Terrängen runt Qezel Sūrī är kuperad åt sydväst, men åt nordost är den bergig. Runt Qezel Sūrī är det ganska glesbefolkat, med 39 invånare per kvadratkilometer. Närmaste större samhälle är Mākū, 15,0 km öster om Qezel Sūrī. Trakten runt Qezel Sūrī består i huvudsak av gräsmarker.